# Söderbergs trappor

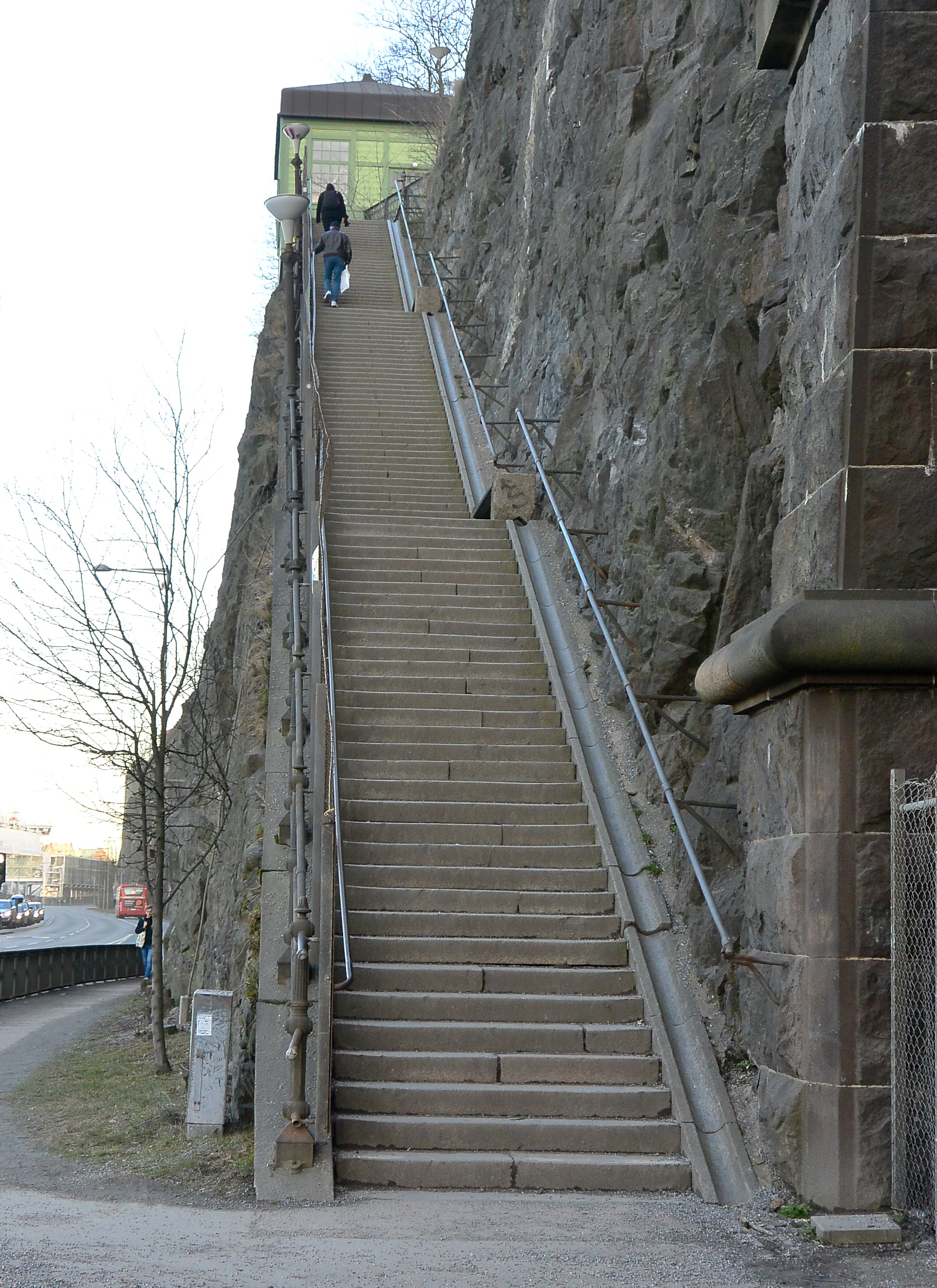
Söderbergs trappor, 2014

Söderbergs trappor är en trappa på Södermalm i Stockholm som går från hörnet av Katarinavägen / Renstiernas gata ner till Stadsgården. Med 144 steg är den Stockholms innerstads längsta trappa.

## Historia

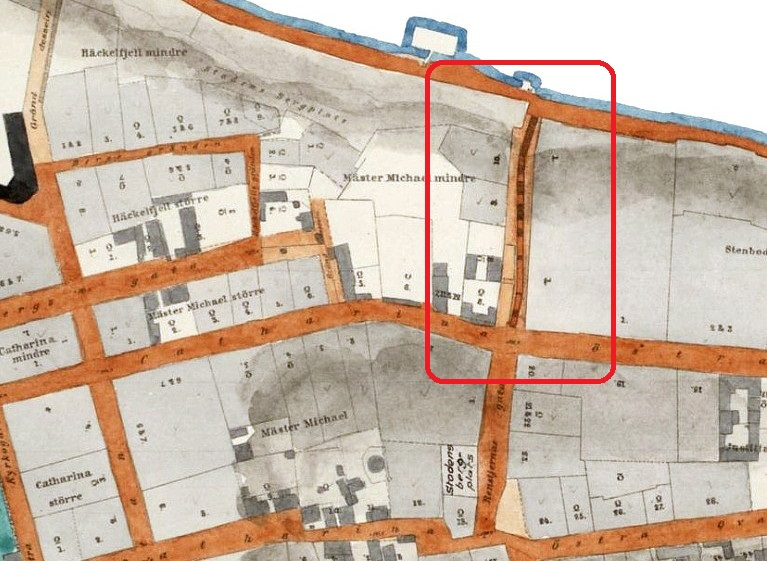
Söderbergs trappor, 1863.

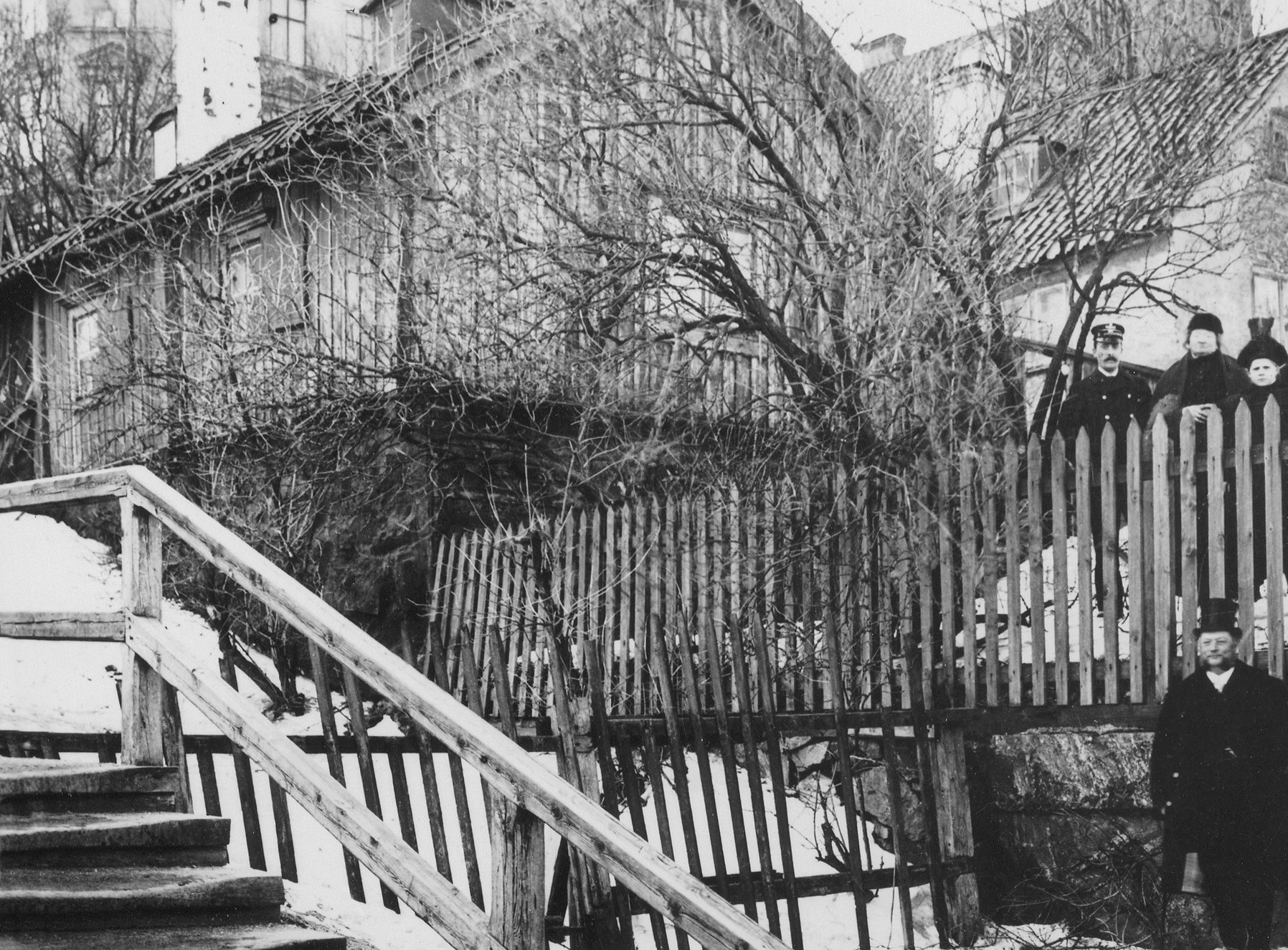
Vid Söderbergs trappor, 1899.

Redan år 1750 ägde en strumpvävargesäll vid namn Anders Söderberg en tomt vid Högbergsgatans slut i kvarteret Mäster Mikael mindre. Denna tomt har gått i arv, först till tröjvävare Ulrik Söderberg och sedan till strumpfabrikör John Söderberg. Den sistnämnde gjorde sig en förmögenhet på att tillverka och sälja halsdukar av ylle, så kallade comfortables. Han var också känd som en givmild donator till Stockholms Högskola.
För hamnarbetarna och fartygsbyggarna i Stadsgården gick den kortaste och naturligaste vägen upp till söders höjder över Söderbergs tomt eftersom Katarinaberget i väster och Stigberget i öster var för branta. Någon av herrarna Söderberg tröttnade uppenbarligen på springet över tomten och lät bygga en trappa längst tomtens östra sida. Denna första trappa var av trä och gick vinkelrät mot strandlinjen från Stadsgården upp till "Katarina östra kyrkogata" (idag delad i Mäster Mikaels gata i väster och Fjällgatan i öster).
I början av 1900-talet byggdes Stadsgården ut och delar av Stigberget sprängdes bort, och med det också Söderbergs trappor. Samtidigt drogs Katarinavägen upp från Slussen och anslöts till Renstiernas gata. I det hörnet byggdes inte bara Stadsgårdshissen utan även en ny inkarnation av Söderbergs trappor, denna gång i sten och parallellt med den utsprängda klippväggen.
Stadsgårdshissen stängdes i oktober 1971, och Söderbergs trappor stängdes 2020 under renoveringen av Slussen eftersom de ligger i vägen för den nya bussterminalen som ska sprängas in i Katarinaberget.

## Bilder

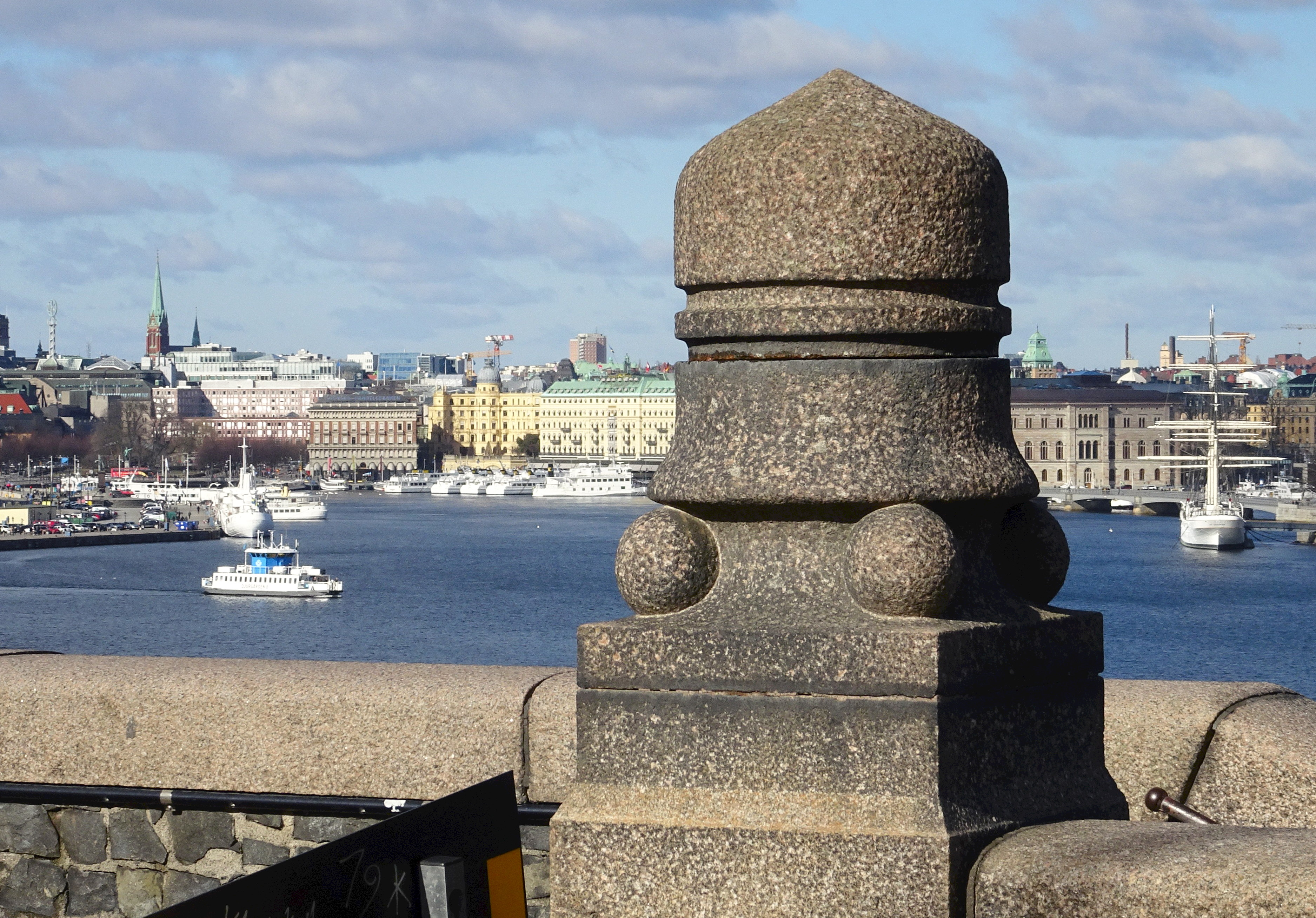
Granitutsmyckning på balustraden vid Katarinavägen.
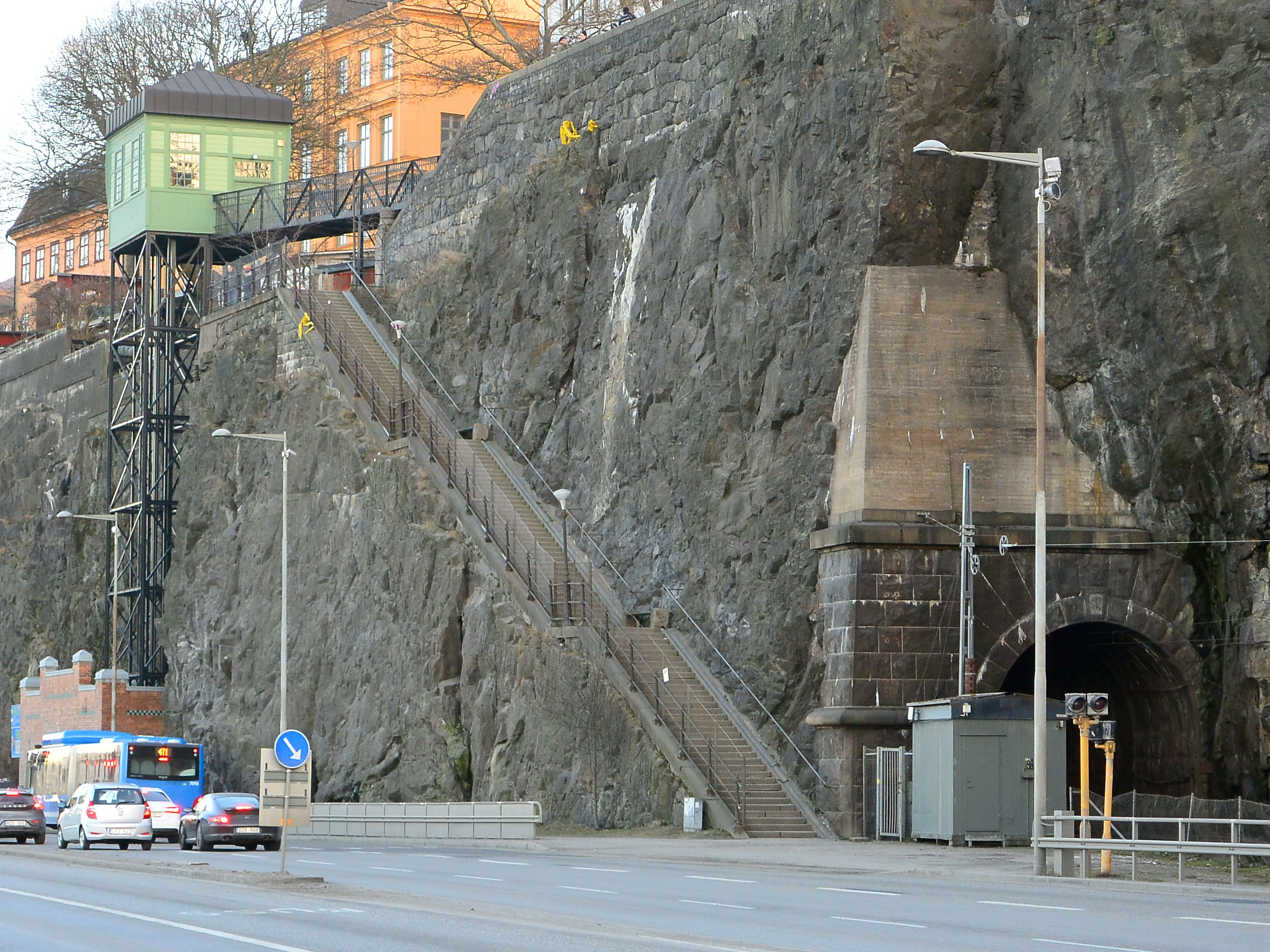
Söderbergs trappor från Stadsgårdshamnen med Stadsgårdshissen till vänster.
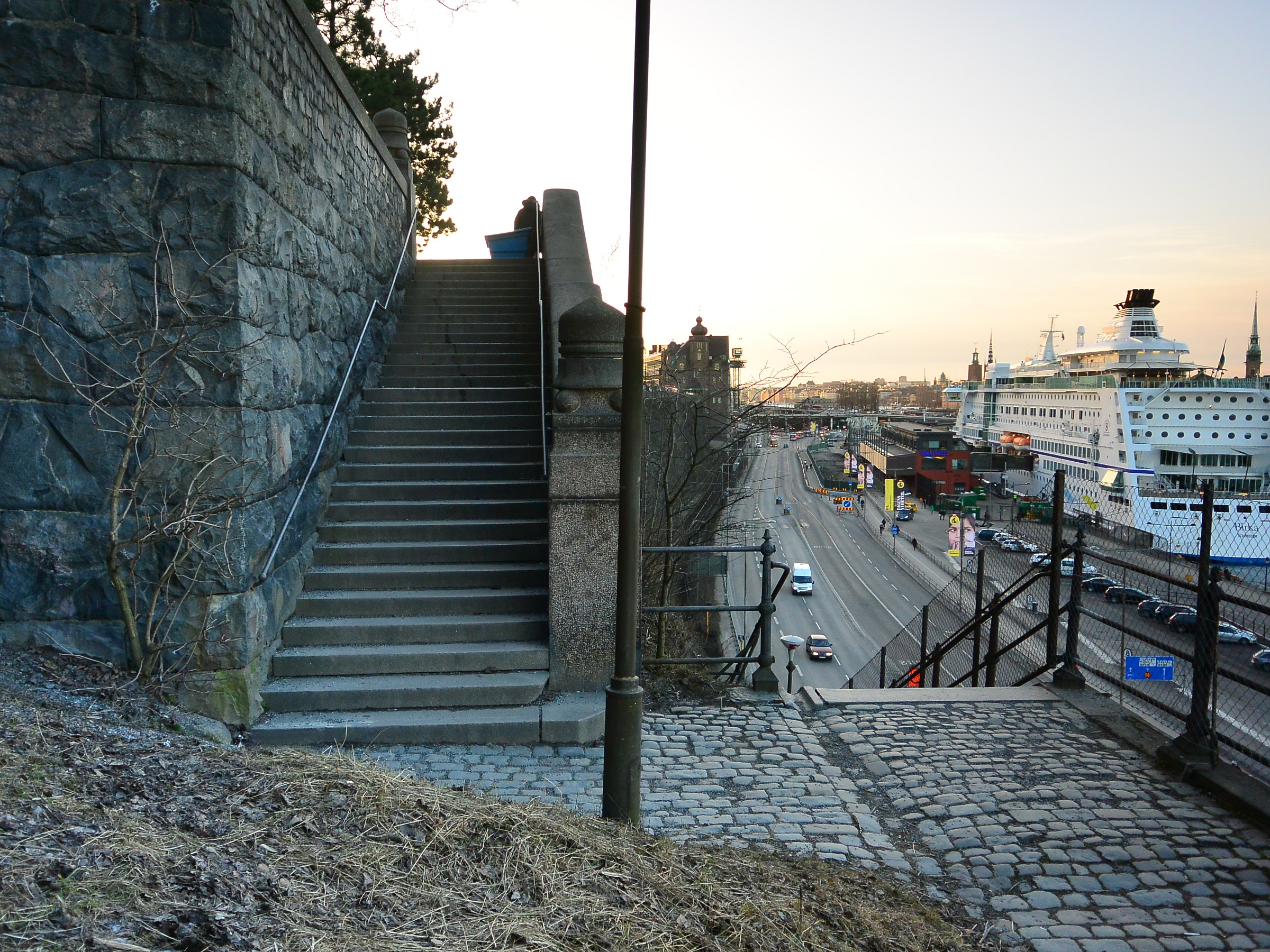
Avsatsen mellan Stadsgårdhissen och Katarinavägen.
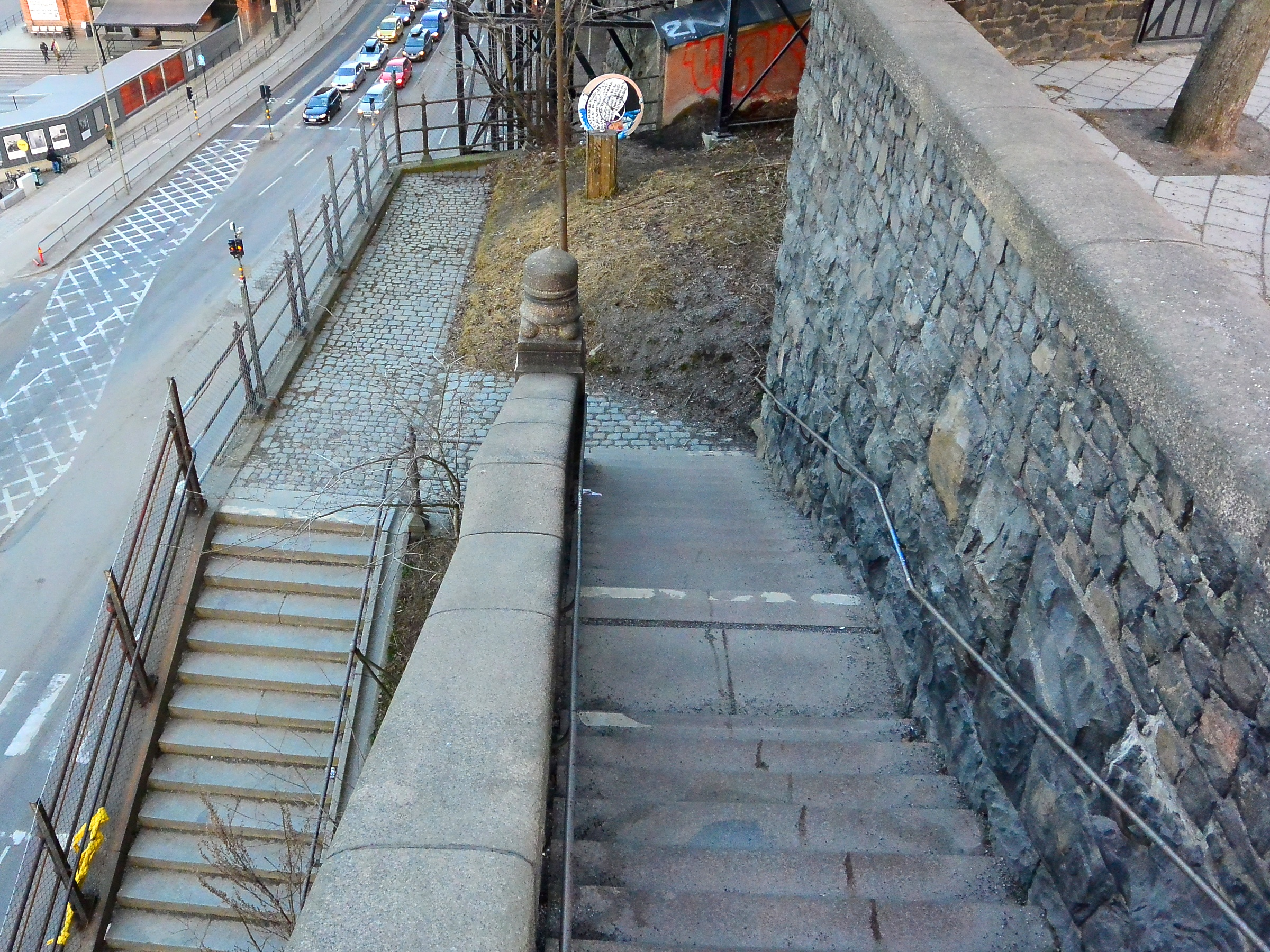
Avsatsen mellan Stadsgårdhissen och Katarinavägen.
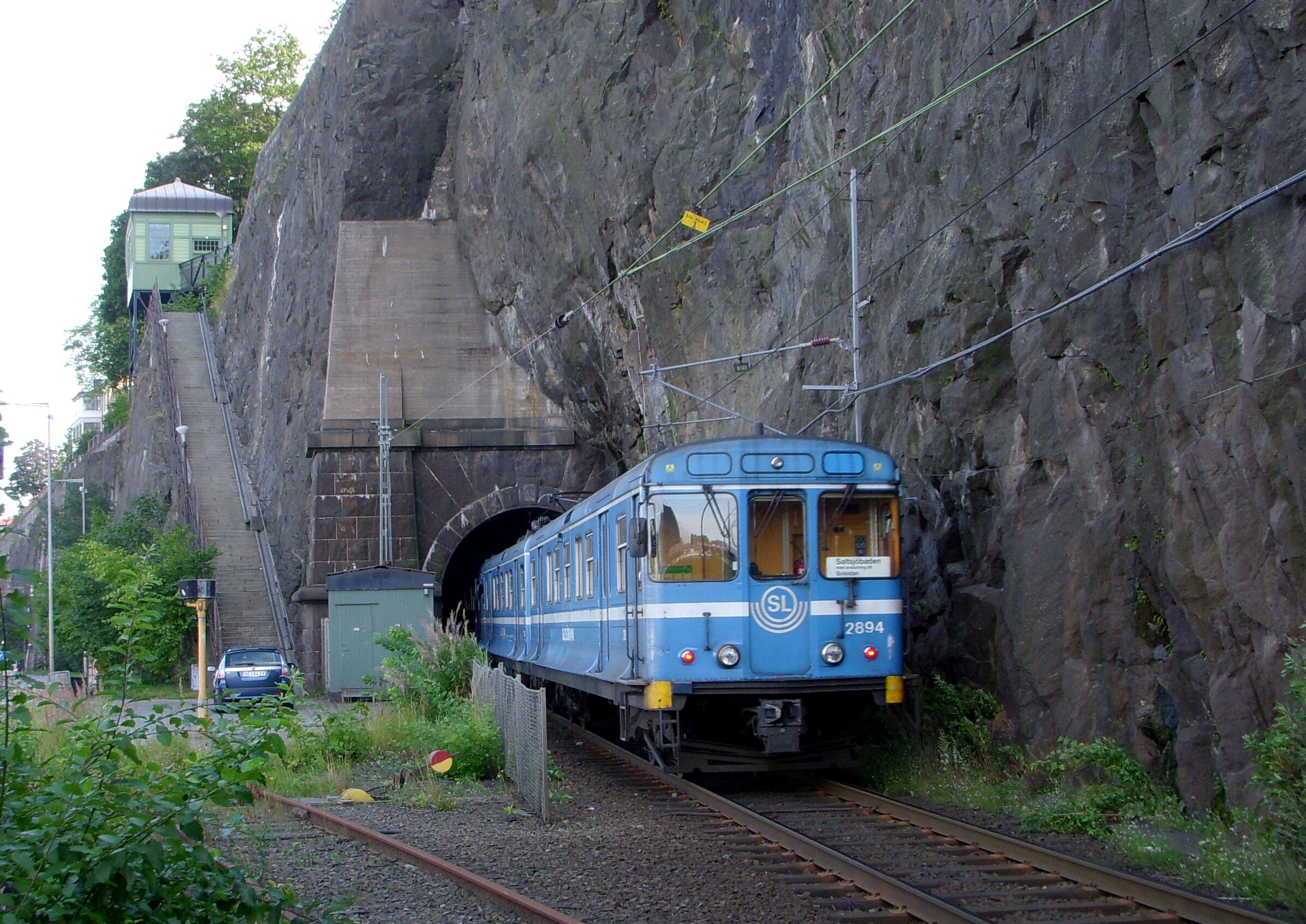
Stadsgårdstunneln med trapporna till vänster.

## Andra trappor i närheten
- Dihlströms trappor
- Borgmästartrappan
- Lokattens trappor
- Harald Lindbergs trappor